# Étienne III de Sancerre
Pour les articles homonymes, voir Étienne de Sancerre (homonymie) et Étienne III.
Étienne III de Sancerre (né après 1235 et mort entre 1300 et 1304), chevalier, seigneur de Châtillon-sur-Loing, de Marchéville, de La Loupe et de Saint-Brisson-sur-Loire, fils d'Étienne II et d'Agnès Berlay (1190-1238), dame de Montreuil-Bellay.

## Biographie
Étienne III est en conflit en 1260 avec les Templiers du Lieu-Dieu de Fresnes au sujet de la saisine de la haute justice d'une terre sise audit Lieu-Dieu, des deux côtés de la rivière Sauldre. Ces derniers obtiennent gain de cause auprès de la curia regis de l’Ascension 1260 ,. 
Ses sœurs Constance et Alix de Sancerre, dame de Dangu, plaident conjointement au parlement l'an 1263 contre lui. Lors de la session du Parlement de la Toussaint 1269, Étienne se plaint que sa seigneurie de Saint-Brisson est « justiciée » par deux baillis du roi à la fois, et obtient de la curia regis de ne relever que du prévôt de Gien. Il épousa vers 1270 Perronelle (Philippotte ou Perenelle) de Milly (1268-1329) (morte après 1335)[pas clair], détentrice d’une partie de la seigneurie de Milly-en-Gâtinais, fille de Geoffroy de Milly (mort entre 1259 et 1262), seigneur du dit lieu, et d’Agnès.
En 1280, un arrêt du parlement du 9 juin déboute Étienne de Sancerre, chevalier, et sa femme Pernelle, qui réclamaient, en vertu des conventions particulières, les biens possédés jadis par maître Philippe, frère du père de ladite dame, lesquels biens provenant de l'héritage paternel, ledit Philippe en cédant son droit d'aînesse à son frère Guillaume, père de la demanderesse, qui avait promis de ne pas les aliéner. Étienne III et sa femme donnent, le 24 juillet 1281, 50 livres de rentes à prendre sur la prévôté de Montreuil-Bellay à Guillaume de Monceaux, archidiacre de Dreux.
En 1285, Étienne vend à Robert de Dampierre, comte de Nevers j.u., « 6 deniers de cens qu’il avait chaque année sur le port de Neuvy avec tout le droit qu’il pouvait avoir pour 100 s. t. ». En 1287, Étienne de Sancerre et Pernelle vendent leurs terres de Milly à Hugues II de Bouville. En novembre 1291, Étienne III permet au prieur de Saint-Brisson et à ses successeurs de prendre sur les fossés de son château le terrain nécessaire pour pouvoir faire le tour de son église contre une somme d’argent donnée en 1240 par son père au prieur pour l’établissement d’une vicairie dans la forteresse dudit château.

## Famille
Étienne et Peronnelle ont deux filles :
- Marguerite de Sancerre (vers 1280 - après 1290), dame de Marcheville et La Loupe, mariée en 1290 avec son cousin germain Gilles de Melun (mort en 1312), seigneur de La Loupe ;
- Jeanne de Sancerre (morte en 1313), dame de Saint-Brisson, qui épouse en octobre 1290, à Gien, Jean Ier de Courtenay, seigneur de Champignelles.